# Bever
Bever (francès Biévène) és un municipi belga de la província de Brabant Flamenc a la regió de Flandes. Es tracta d'un dels municipis amb facilitats lingüístiques.

## Evolució demogràfica

### Seglexix
| Any      | 1806 | 1816 | 1830 | 1846 | 1856 | 1866 | 1876 | 1880 | 1890 |
| -------- | ---- | ---- | ---- | ---- | ---- | ---- | ---- | ---- | ---- |
| Població | 2877 | 2848 | 3270 | 3425 | 3080 | 3076 | 2854 | 2810 | 2725 |
|          |      |      |      |      |      |      |      |      |      |

### Segle XX (fins a 1976)
| Any      | 1900 | 1910 | 1920 | 1930 | 1947 | 1961 | 1970 | 1976 |  |
| -------- | ---- | ---- | ---- | ---- | ---- | ---- | ---- | ---- |  |
| Població | 2664 | 2607 | 2385 | 2212 | 1918 | 1627 | 1687 | 1615 |  |
|          |      |      |      |      |      |      |      |      |  |

### Des de 1976
| Any      | 1977 | 1980 | 1985 | 1990 | 1995 | 2000 | 2005 |
| -------- | ---- | ---- | ---- | ---- | ---- | ---- | ---- |
| Població | 1615 | 1698 | 1739 | 1775 | 1903 | 1980 | 2014 |
| Font:NIS |      |      |      |      |      |      |      |